# (3645) Fabini
(3645) Fabini es un asteroide perteneciente al cinturón de asteroides, descubierto el 28 de agosto de 1981 por Antonín Mrkos desde el Observatorio Kleť, České Budějovice, República Checa.

## Designación y nombre
Designado provisionalmente como 1981 QZ. Fue nombrado Fabini en homenaje a la redactora jefe de la revista eslovaca de astronomía "Kosmoz" Tatiana Fabini.